# Rhadinorhynchus ornatus
Rhadinorhynchus ornatus är en hakmaskart som beskrevs av Van Cleave 1918. Rhadinorhynchus ornatus ingår i släktet Rhadinorhynchus och familjen Rhadinorhynchidae. Inga underarter finns listade i Catalogue of Life.